# Corydalis gorodkovii
Corydalis gorodkovii là một loài thực vật có hoa trong họ Anh túc. Loài này được Karav. mô tả khoa học đầu tiên năm 1957.